# Mario Golf: Advance Tour
Mario Golf: Advance Tour, conosciuto in Giappone come Mario Golf: GBA Tour (マリオゴルフ ＧＢＡツアー) è un videogioco sportivo con svariati elementi RPG sviluppato da Camelot Software Planning e pubblicato nel 2004 da Nintendo.